# 雪山镇 (凤庆县)
雪山镇，是中华人民共和国云南省临沧市凤庆县下辖的一个乡镇级行政单位。

## 行政区划
雪山镇下辖以下地区：
兴街村、中山村、立马村、荒田村、王家寨村、安和村、新民村、新化村、新联村、新文村、永顺村、新平村和桂林村。